# Let Your Hair Down
Let Your Hair Down je, zatím poslední, studiové album americké rockové hudební skupiny Steve Miller Band, vydané 19. dubna 2011 u Roadrunner Records.

## Seznam skladeb
1. Snatch It Back and Hold It (Blakemore, Guy) - 3:58
2. I Got Love If You Want It (Moore) - 2:30
3. Just a Little Bit (Bass, Perry, Thornton, Washington) - 2:55
4. Close Together (Reed) - 2:53
5. No More Doggin' (Gordon, Taub) - 2:51
6. Pretty Thing (Dixon) - 2:56
7. Can't Be Satisfied (Waters) - 3:40
8. Sweet Home Chicago (Johnson) - 2:41
9. Love the Life I Live (Dixon) - 3:21
10. The Walk (McCracklin) - 2:58

## Sestava
- Sonny Charles - zpěv
- Gordon Knudtson - bicí
- Kenny Lee Lewis - rytmická kytara, zpěv
- Steve Miller - sólová kytara, zpěv
- Billy Peterson - baskytara, zpěv
- Joseph Wooten - klávesy, zpěv